# Російська сільська рада (Октябрський район)
Росі́йська сільська рада (рос. Российский сельский совет) — сільське поселення у складі Октябрського району Оренбурзької області Росії.
Адміністративний центр — селище Російський.

## Населення
Населення — 510 осіб (2019; 633 в 2010, 835 у 2002).

## Склад
До складу сільської ради входять:
| Населений пункт       | Населення, осіб (2002) | Населення, осіб (2010) |
| --------------------- | ---------------------- | ---------------------- |
| Михайловський, селище | 51                     | 4                      |
| Російський, селище    | 671                    | 582                    |
| Шестимирський, селище | 113                    | 47                     |